# Piazza della Scala
Piazza della Scala est une place centrale et piétonne de Milan, reliée à la place principale Piazza del Duomo, par la  Galleria Vittorio Emanuele II.

## Description
La place prend le nom du théâtre Teatro alla Scala, qui occupe le côté nord-ouest de la place. Le bâtiment comprend à la fois l'opéra et le Museo Teatrale alla Scala, consacré à l'histoire de La Scala et de l'opéra en général. Du côté opposé à La Scala, au sud-est, se trouve la façade du palais Marino, la mairie de Milan. Un autre important bâtiment de la place, du côté nord-est, est le Palazzo della Banca Commerciale Italiana. Le côté sud-ouest de la place comporte l'entrée de la Galleria Vittorio Emanuele ainsi que le Palais Beltrami. La plupart de l'architecture de la place est due à l'architecte Luca Beltrami, qui a conçu le palais éponyme, la façade du Palais Marino et le bâtiment Banca Commerciale Italiana. Le centre de la place est marqué par le monument de Léonard de Vinci par le sculpteur Pietro Magni (1872).

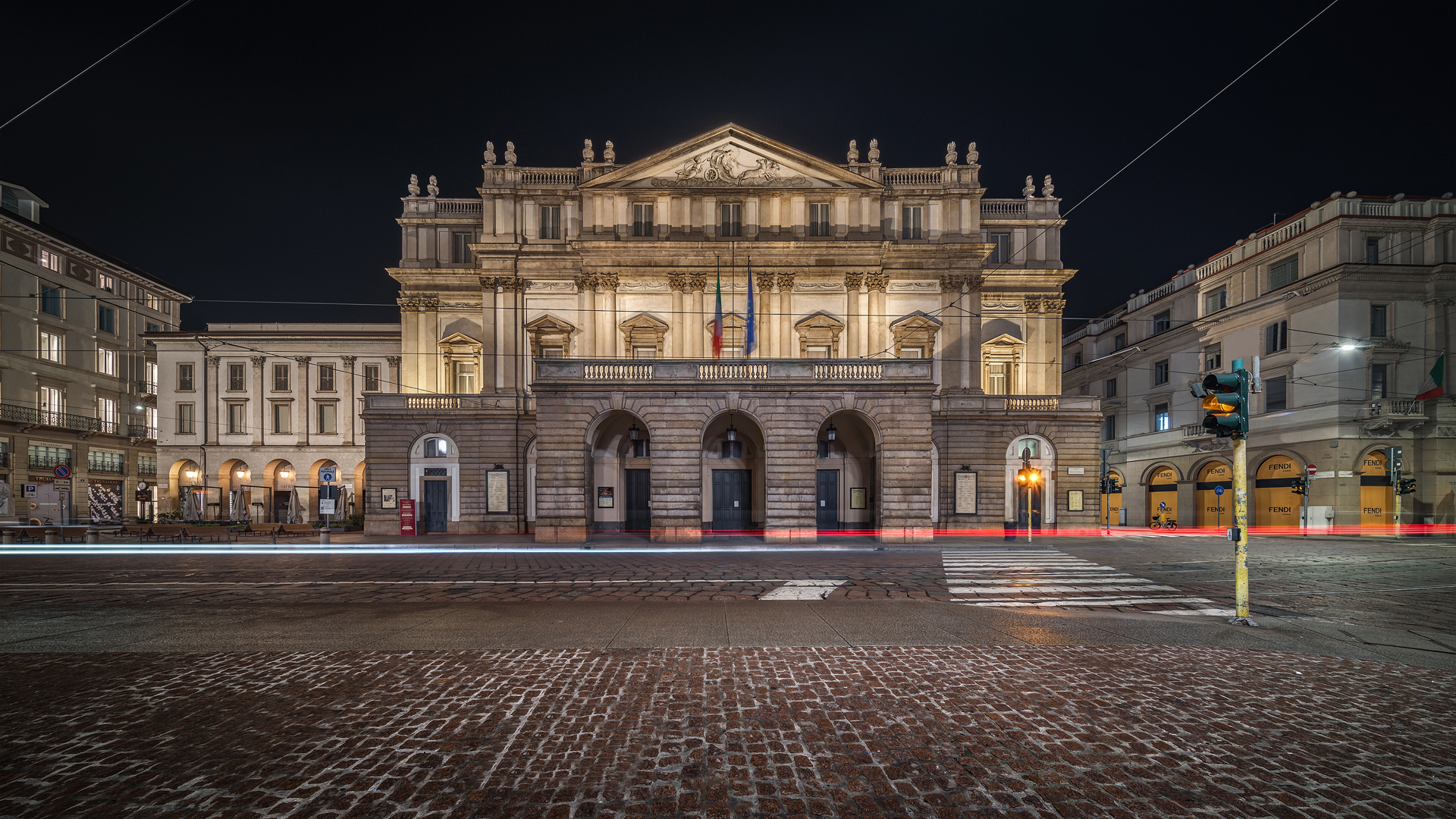
La Scala
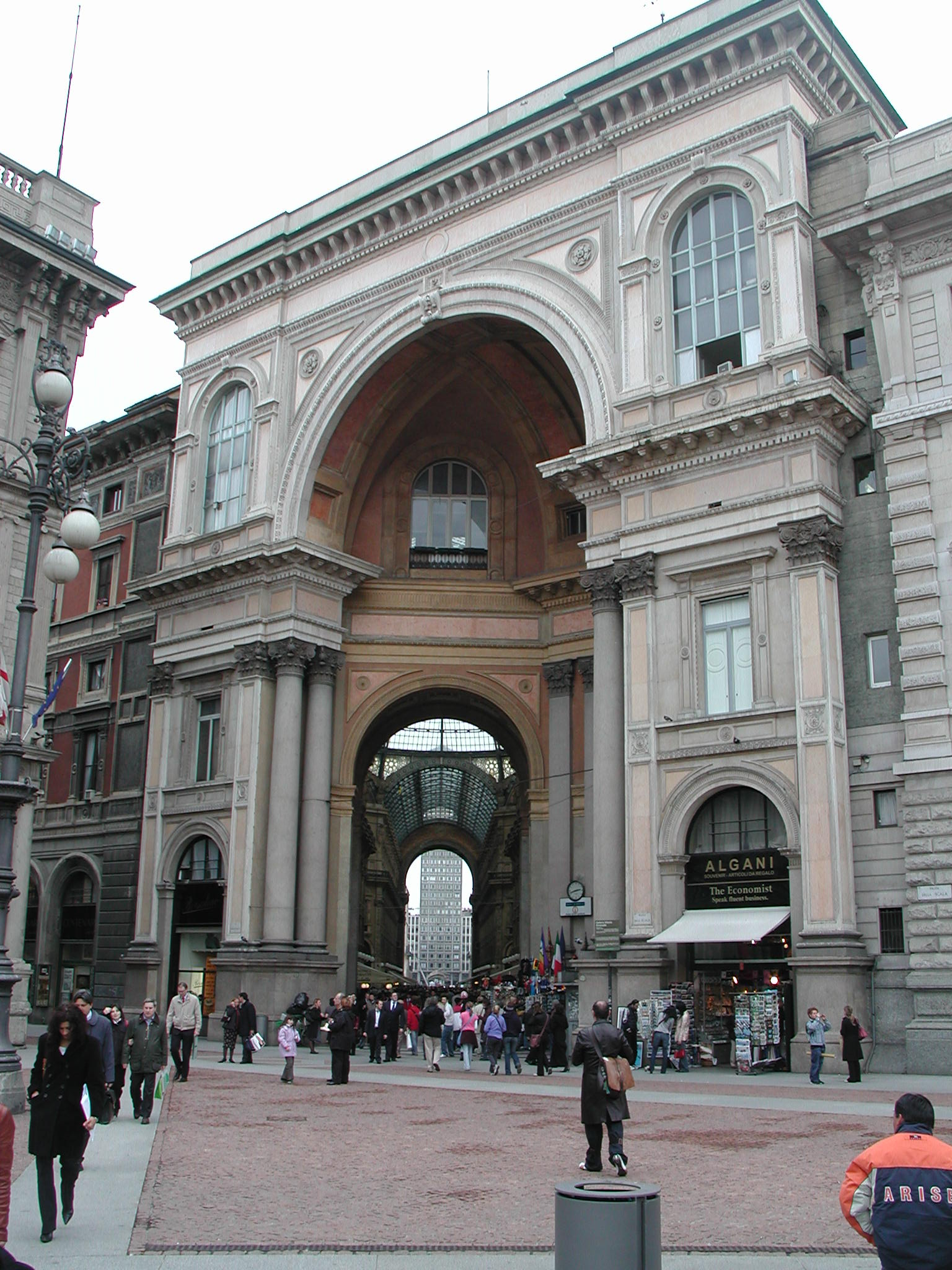
Galleria Vittorio Emanuele II
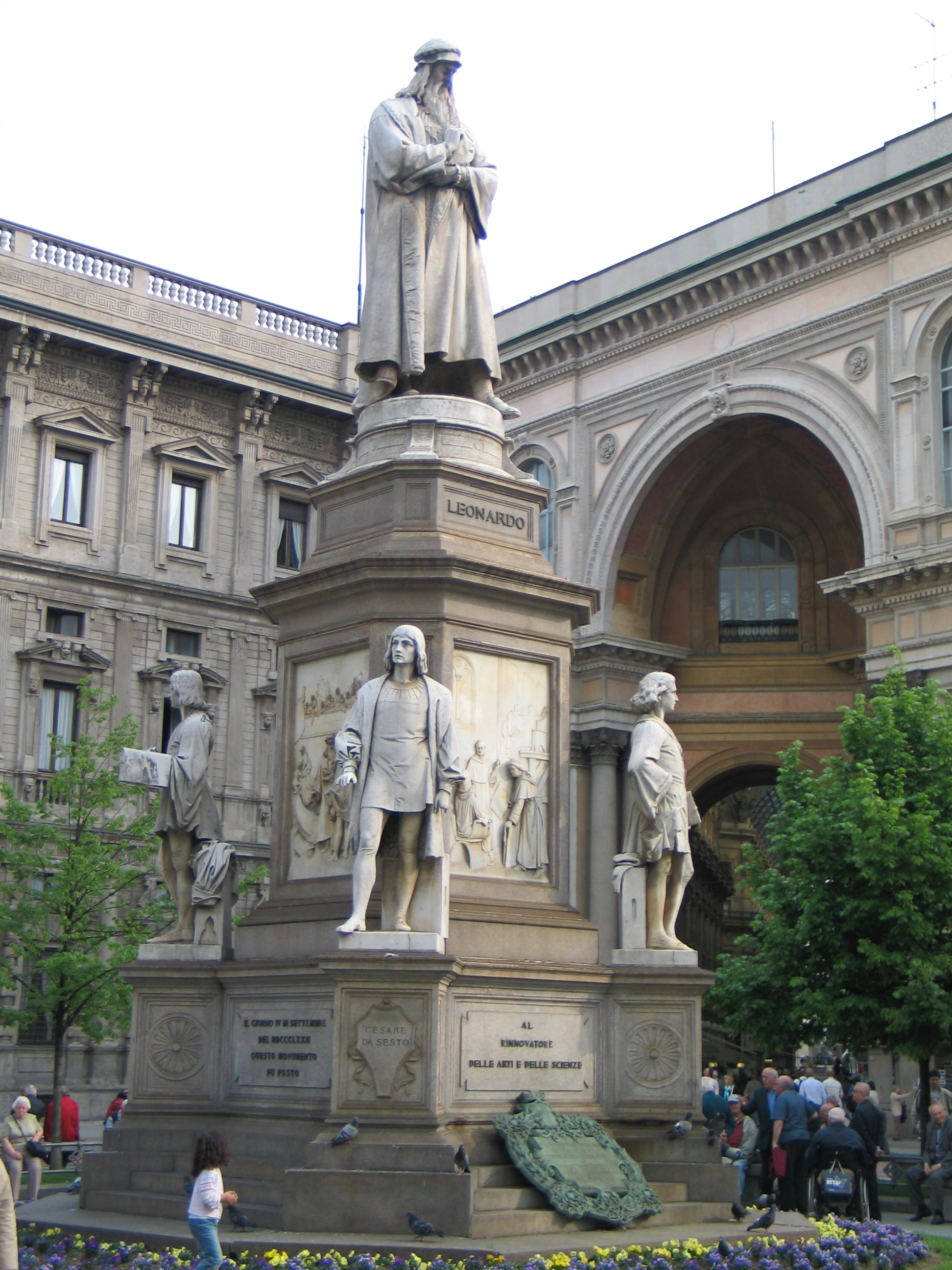
Monument à Léonard de Vinci
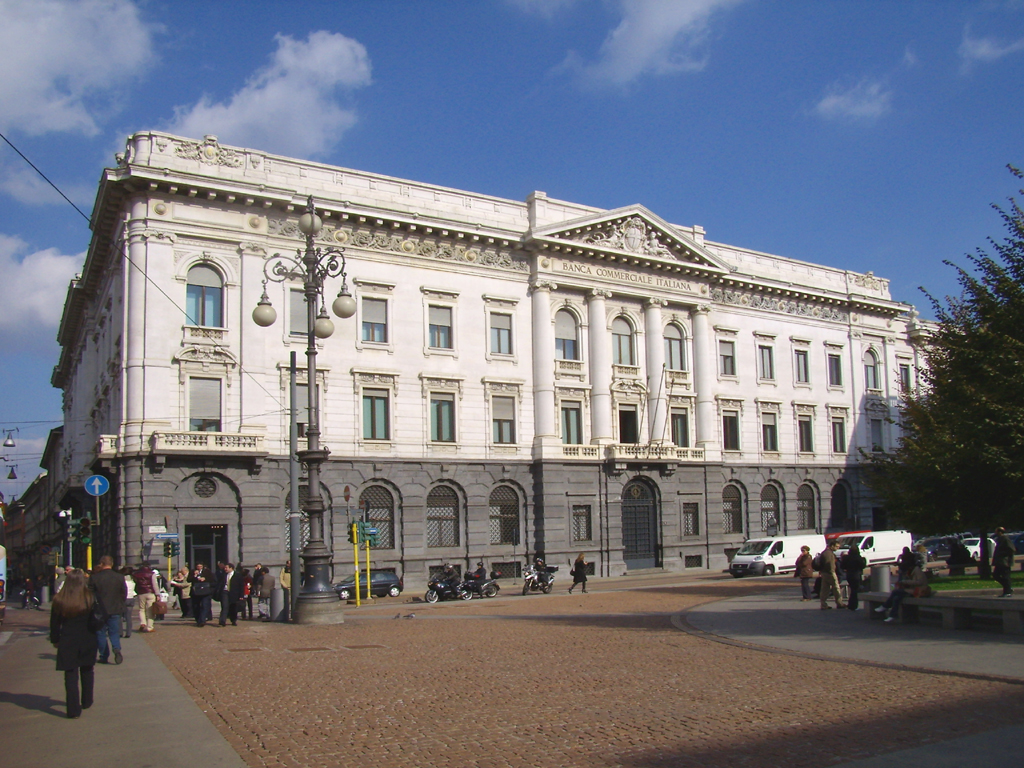
Palazzo della Banca Commerciale Italiana
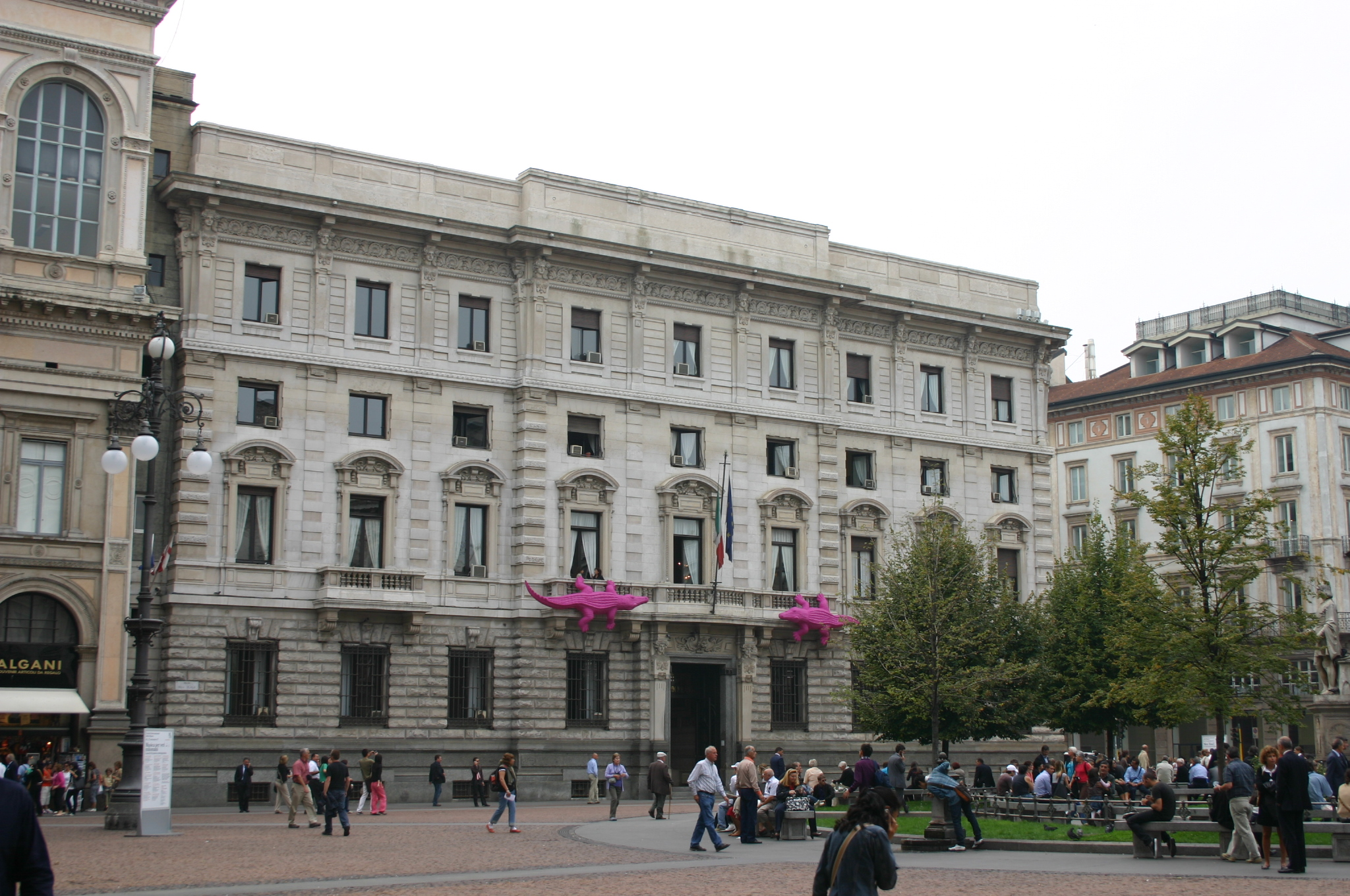
Palais Beltrami
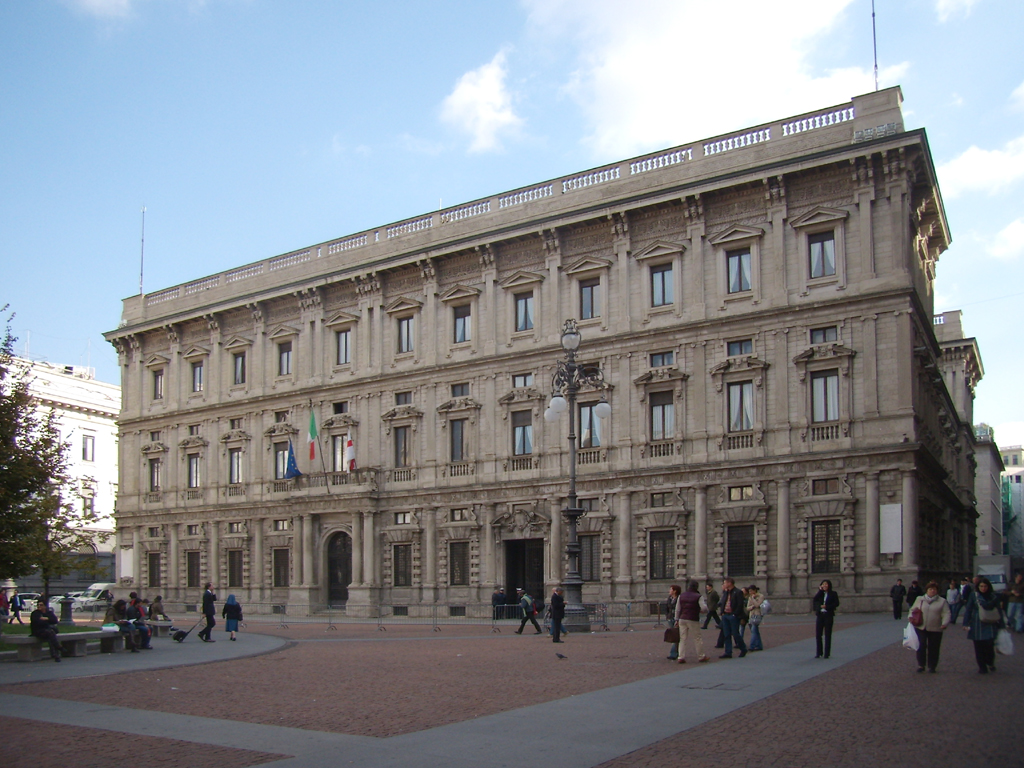
Palais Marino

## Histoire
Piazza della Scala est un ajout relativement récent au plan du centre de Milan. Le bâtiment le plus ancien de la place, le Palais Marino, remonte au XVIe siècle, il a été complété en 1563 à l'époque la place n'existait pas, la zone était occupée par des bâtiments. En fait, la façade principale du Palais Marino était à l'origine la face de Place San Fedele, au sud-est, c'est-à-dire exactement en face de Piazza della Scala. De même, lorsque La Scala a été construite en 1778, elle faisait face à une rue. Ce n'est qu'à la fin du XIXe siècle que les autorités de Milan ont entrepris une rénovation approfondie de la zone, qui a impliqué la création de la place. Luca Beltrami a d'abord contribué avec Palais Beltrami (1886), puis à la nouvelle façade du Palais Marino (1888-1892) et, beaucoup plus tard, au bâtiment de la Banca Commerciale (1923-1927).

## Source de traduction
- (en) Cet article est partiellement ou en totalité issu de l’article de Wikipédia en anglais intitulé « Piazza della Scala » (voir la liste des auteurs).